# IBM System/370

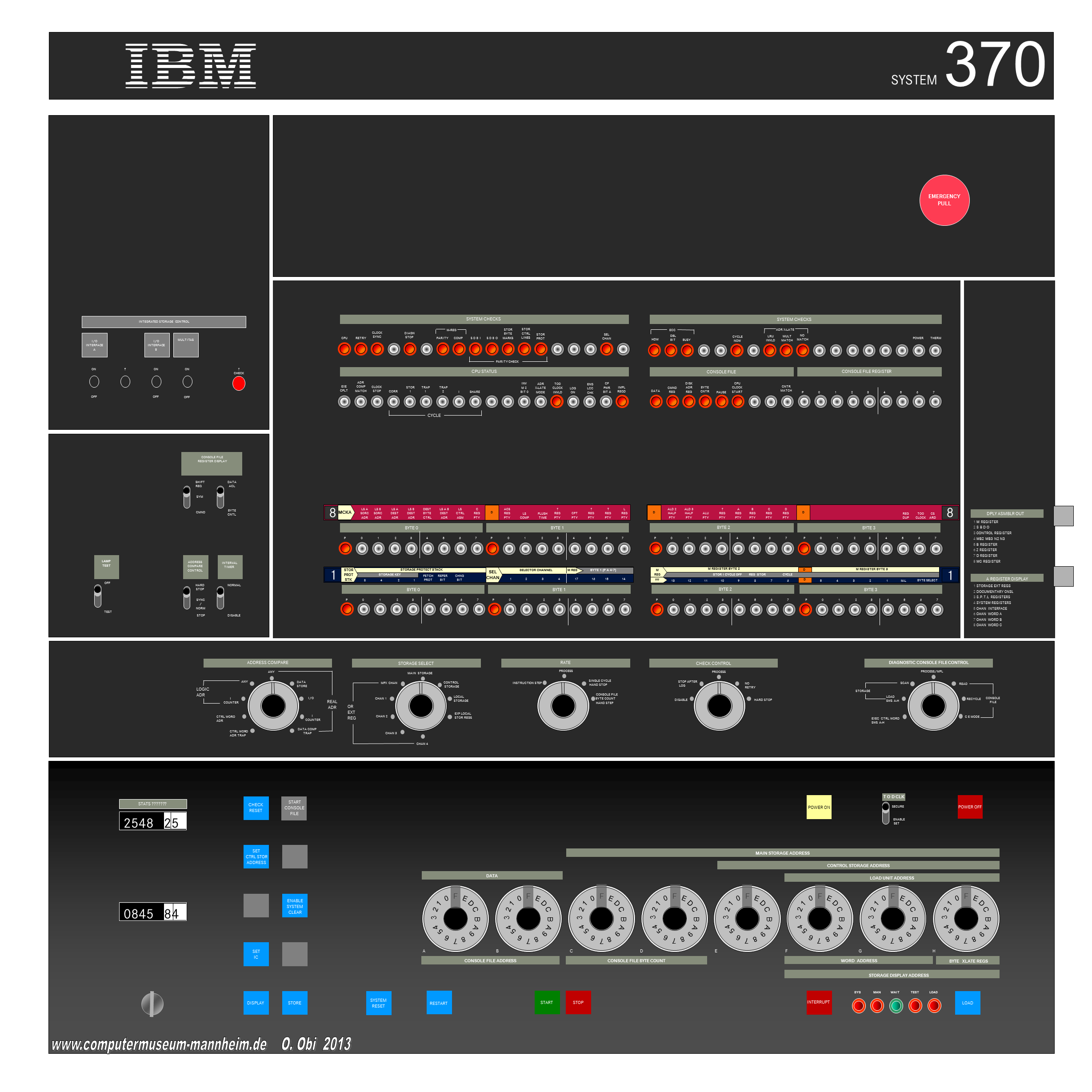
Consola d'un IBM 370-145.

L'IBM System/370 (S/370) va ser una gamma de models d'ordinadors centrals d'IBM anunciats el 30 de juny de 1970 com els successors de la família System/360. La sèrie mantenia compatibilitat cap enrere amb el S/360, permetent una fàcil migració per als clients; això, més rendiment millorat, van ser els temes dominants de l'anunci del producte. Les millores sobre el S/360 alliberats per primera vegada en la gamma de models S/370 inclouen:
- capacitat de processador dual estàndard;
- «memòria principal monolítica», basada en circuits integrats en lloc de nuclis magnètics;
- ple suport per a memòria virtual a través d'un nou disquet de microcodi al model 370/145 i una actualització de maquinari per incloure una caixa DAT en el 370/155 i 370/165, els quals no van ser anunciats fins a 1972;
- aritmètica de coma flotant de 128 bits.

## Sèries i models
La següent taula resumeix les principals models de la sèrie S/370. La segona columna mostra l'arquitectura principal associada amb cada sèrie. Molts models donaven suport a més d'una arquitectura; de manera que els processadors 308x inicialment anunciats com arquitectura S/370, més tard van oferir XA; i molts processadors, com el 4381, tenien microcodi que va permetre als clients seleccionar entre el mode d'operació S/370 o XA (més tard, ESA).
L'IBM també va utilitzar el terme confús «System/370 compatible» per descriure certs productes. Fora d'IBM, aquest terme descriuria més sovint els sistemes d'Amdahl Corporation, Hitachi Ltd. i altres, que podrien córrer el mateix programari del S/370. Aquesta elecció de la terminologia per part d'IBM pot haver estat un intent deliberat d'ignorar l'existència d'aquells fabricants de productes retrocompatibles («PCM»), ja que van competir agressivament en contra la dominació del maquinari d'IBM.
| Primer any de la sèrie | Arquitectura           | Nivell de mercat         | Sèrie          | Models           |
| ---------------------- | ---------------------- | ------------------------ | -------------- | ---------------- |
| 1970                   | System/370 (sense DAT) | gamma alta               | System/370-xxx | -155, -165, -195 |
| 1970                   | System/370 (DAT)       | gamma mitjana            | System/370-xxx | -145 and -135    |
| 1972                   | System/370             | gamma alta               | System/370-xxx | -158 and -168    |
| 1972                   | System/370             | gamma d'entrada          | System/370-xxx | -115 and -125    |
| 1972                   | System/370             | gamma mitjana            | System/370-xxx | -138 and -148    |
| 1977                   | System/370 compatible  | gamma alta               | 303x           | 3031, 3032, 3033 |
| 1979                   | System/370 compatible  | gamma d'entrada/ mitjana | 43xx           | 4331, 4341, 4361 |
| 1980                   | System/370 compatible  | gamma alta               | 308x           | 3081, 3083, 3084 |
| 1981                   | System/370-XA          | gamma alta               | 308x           | 3081, 3083, 3084 |
| 1983                   | System/370-XA          | gamma mitjana            | 4381           | 4381             |
| 1986                   | System/370-XA          | gamma alta               | 3090           | -120 to -600     |
| 1986                   | System/370 compatible  | gamma d'entrada          | 937x           | 9370, ...        |
| 1988                   | ESA/370                | gamma alta               | ES/3090        | ES/3090          |
| 1988                   | ESA/370                | gamma mitjana            | ES/4381        | -90, -91, -92    |

Màquines notables en la gamma 370 inclouen l'IBM 370/195, l'IBM 370/168, l'IBM 3033, l'ordinador central/superordinador IBM 3090 amb la seva funció d'extensió vectorial opcional (FV) i el relativament barat IBM 9370, fet a mida per a empreses petites i mitjanes.